# Nadzikambia mlanjensis
Nadzikambia mlanjensis is een hagedis uit de familie kameleons (Chamaeleonidae).

## Naam en indeling
De wetenschappelijke naam van de soort werd voor het eerst voorgesteld door Donald George Broadley in 1965. Oorspronkelijk werd de wetenschappelijke naam Chamaeleo mlanjense gebruikt, later de naam Bradypodion mlanjense. Lange tijd werd de soort tot het geslacht Bradypodion gerekend, in 2006 werd de geslachtsnaam veranderd.
De soortaanduiding mlanjensis betekent vrij vertaald 'wonend in het Mulanjemassief'.

## Verspreiding en habitat
Nadzikambia mlanjensis komt voor in delen van Afrika en leeft endemisch in Malawi. De habitat bestaat voornamelijk uit vochtige tropische en subtropische bergbossen. De soort is aangetroffen op een hoogte van ongeveer 1100 tot 1900 meter boven zeeniveau.

## Beschermingsstatus
Door de internationale natuurbeschermingsorganisatie IUCN is de beschermingsstatus 'bedreigd' toegewezen (Endangered of EN).